# Nectopsyche fuscomaculata
Nectopsyche fuscomaculata är en nattsländeart som beskrevs av Oliver S. Flint Jr. 1983. Nectopsyche fuscomaculata ingår i släktet Nectopsyche och familjen långhornssländor. Inga underarter finns listade i Catalogue of Life.